# Coenosia radiata
Coenosia radiata este o specie de muște din genul Coenosia, familia Muscidae, descrisă de Stein în anul 1918.
Este endemică în Taiwan. Conform Catalogue of Life specia Coenosia radiata nu are subspecii cunoscute.